# Krisis (revue)
 (juin 2021).
Ne doit pas être confondu avec Krisis, groupe de philosophes allemands.
Krisis est une « revue d'idées et de débats » créée en 1988 par Alain de Benoist, qui en est directeur de publication. Issue du courant de la « Nouvelle Droite ».
Entre droite et extrême droite, elle est publiée par Seprecom selon une formule de numéros thématiques.

## Présentation
Krisis est une revue parfois sulfureuse, qualifiée d'extrême droite par Annick Colonna-Césari dans L'Express, et de proche du GRECE.
La stratégie du dialogue mise en avant par Alain de Benoist a été critiquée et a été au centre de plusieurs polémiques reprochant à certains intellectuels d'avoir collaboré à Krisis, comme Roger-Pol Droit, qui les taxait d'un « manque de vigilance ».
Son audience « reste cependant limitée : environ six cents abonnés. »

## Débat sur l'art contemporain
Le numéro intitulé Art/Non-Art, auquel participent Jean Baudrillard, Jean-Philippe Domecq, Jean Clair et l'artiste Ben qui adopte une perspective globalement critique à l'égard de l'art contemporain, avait suscité en avril 1997, une réponse virulente intitulée « L’extrême droite attaque l’art contemporain » dans la revue Art Press qui y consacre son numéro 223.  
Pour Annette Lévy-Willard dans Libération cette « offensive de l'extrême droite contre l'art moderne n'est pas une nouveauté historique Hitler avait commencé de détruire tout ce qui ressemblait à de l'art moderne ».  